# 汕头经济特区林百欣中学
汕头经济特区林百欣中学创建于1988年秋，在汕头市区一般直接称呼林百欣中学，简称百中，是香港实业家林百欣捐建的一所完全中学。学校坐落于中国广东省汕头市龙湖区，占地36132平方米，现有高中教学班36个，共有学生1833人。教职工138人，专任教师117人。

## 现状

### 校园状况
该学校有教学楼、科学楼、大礼堂、体育馆、教工宿舍楼等五大建筑。2001年建成校园网络系统。2004年受林百欣资助建设塑胶运动场，目前已投入使用。2015年报建内宿生楼和百欣纪念馆，截至2019年，现场除少部分内宿生楼仍在建设，其余工程已基本完成。2017年5月26日，汕头经济特区林百欣中学教育集团成立，并在林百欣中学举行揭牌仪式。2018年4月，龙湖区政府正式批准同意汕头经济特区林百欣中学2018年秋季恢复初中部招生。

### 学校荣誉
1995年4月学校被评为广东省一级学校。2008年4月通过广东省高中教学水平评估。2008年12月通过国家级示范性普通高中初期督导验收，2012年4月通过国家级示范性普通高中终期督导验收。2012年7月31日，省教育厅发文批准汕头林百欣中学为国家级示范性普通高中。
2018年9月8日，林百欣中学举行庆祝教师节暨建校30周年主题活动。